# Potamogeton × vepsicus
Potamogeton × vepsicus là một loài thực vật có hoa lai ghép trong họ Potamogetonaceae. Loài này được A.A.Bobrov & Chemeris mô tả khoa học đầu tiên năm 2006.